# Edmundston
Edmundston är en stad i New Brunswick i Kanada. Invånarna uppgick 2011 till 16 032 i antalet. 